# Bobby Seith
Robert "Bobby" Seith (født 9. marts 1932 i Coatbridge, Skotland) er en skotsk tidligere fodboldspiller (højre half) og senere -træner.
Seith startede sin seniorkarriere i engelsk fodbold, hvor han frem til 1960 repræsenterede Burnley. I sin sidste sæson i klubben var han med til at vinde det engelske mesterskab. Herefter skiftede han til Dundee F.C. i hjemlandet, hvor han spillede de sidste fem år af sin karriere og hjalp klubben til det skotske mesterskab i 1962.
Efter at have afsluttet sin aktive karriere fungerede Seith i en årrække som manager, først for Preston North End i England, og efterfølgende for Edinburgh-storklubben Hearts.

## Titler
Engelsk mesterskab
- 1960 med Burnley

Skotsk mesterskab
- 1962 med Dundee F.C.